# Battaglia di Lutter
La battaglia di Lutter, o battaglia di Lutter am Barenberge, si svolse il 17 agosto 1626 nel corso della fase danese della guerra dei trent'anni. Presso la città di Lutter, in Bassa Sassonia, l'esercito danese guidato dal re Cristiano IV fu sconfitto dalle forze del Sacro Romano Impero e della Lega Cattolica comandate dal conte di Tilly; la sconfitta rappresentò di fatto la fine del tentativo danese di supportare i protestanti e intervenire nelle vicende dell'Impero.

## Eventi che condussero alla battaglia
Cristiano IV decise, nel 1625, di entrare nel conflitto in corso in Germania tra le forze cattoliche dell'Impero e della Lega Cattolica e le forze protestanti; la serie di successi riportati dai cattolici provocò infatti le apprensioni di molti sovrani protestanti del nord Europa, tra cui il luterano Cristiano. Egli strinse patti con il comandante delle residue forze protestanti in Germania, Ernst von Mansfeld, e ricevette promesse di supporto da vari stati ostili agli Asburgo, tra cui Inghilterra e Francia.
Le operazioni, cominciate nel 1626, furono subito caratterizzate da nuovi insuccessi protestanti: l'Imperatore aveva infatti arruolato un nuovo esercito, al comando di Albrecht von Wallenstein, che sconfisse duramente Mansfeld nella battaglia del Ponte di Dessau; Cristiano si trovò a dovere affrontare due eserciti, quello imperiale e quello della Lega.

## Svolgimento della battaglia
Minacciato da forze preponderanti, l'esercito danese si posizionò a Lutter, dove giunse Tilly, che, dopo avere catturato Gottinga, era stato rinforzato da alcuni contingenti inviati da Wallenstein. Lo scontro si risolse in una serie di assalti frontali portati dalla fanteria cattolica verso le linee danesi; in tre diverse occasioni questi assalti riuscirono a spezzare il fronte danese, ma furono respinti da contrattacchi della cavalleria di Cristiano.
Alla fine, dopo ripetuti attacchi, i danesi si trovarono in seria difficoltà, e furono costretti ad abbandonare in mano nemica l'intero parco di artiglieria; questo fatto generò il panico tra le truppe danesi, che si diedero ad una fuga precipitosa in direzione della città di Stade, lasciando in mani nemiche almeno 2 500 prigionieri e 2 100 disertori.

## Conseguenze
La vittoria di Tilly, conseguita a prezzo di perdite molto limitate, fu decisiva per lo sviluppo del conflitto contro la Danimarca; i danesi furono costretti a ritirarsi nello Jutland, che però dovette essere abbandonato in mani imperiali, dopo una nuova sconfitta a Grossenbrode. Solo le isole danesi resistevano agli assalti di Wallenstein, nel frattempo nominato "Ammiraglio del Mar Baltico"; alla fine i costi della guerra convinsero i cattolici a concordare con Cristiano la pace di Lubecca, che sanciva l'uscita di scena della Danimarca dalle vicende imperiali e il declino della potenza danese nel nord Europa.